# Wybory do Lokalnej Rady Samorządowej Nauru w 1951 roku
Pierwsze wybory do Lokalnej Rady Samorządowej Nauru miały miejsce 15 grudnia 1951 roku. W skład rady weszło dziewięciu członków. Pierwszym przewodniczącym został Timothy Detudamo; po jego śmierci w dniu 11 kwietnia 1953, obowiązki przewodniczącego przejął Raymond Gadabu.

## Tło
Od 1927 Nauru posiadało Radę Wodzów, których członkowie byli wybierani dożywotnio. Rada Wodzów nie miała jednak zbyt wielu uprawnień; była tylko organem doradczym administratora wyspy, który nie musiał słuchać jej rad. W związku z tym, w latach 1948–1949, Rada Wodzów skierowała do Rady Powierniczej ONZ wniosek o zwiększenie uprawnień tegoż organu, twierdząc, że „rdzenni mieszkańcy wyspy nadal nie mieli praw do tworzenia ogólnej polityki ustawodawczej i budżetowej”. Jednak ówczesny minister armii Australii, Cyril Chambers, przekonał radę do wycofania petycji.
W kwietniu 1950 Nauru odwiedzili przedstawiciele ONZ, którzy stwierdzili, że Rada Wodzów powinna mieć więcej uprawnień, w tym ustawodawczych i budżetowych. Zostało to zaakceptowane przez australijską administrację, która 20 sierpnia 1951 wydała specjalnie rozporządzenie potwierdzające utworzenie Lokalnej Rady Samorządowej Nauru.

## Przebieg wyborów i wyniki
Czternaście dystryktów Nauru zgrupowano w osiem okręgów wyborczych. Określono, że z każdego okręgu będzie wybrany jeden polityk; wyjątkiem był okręg wyborczy Ubenide, z którego mieszkańcy wybierali dwóch członków. Każdy mieszkaniec uprawniony do głosowania miał również prawo do kandydowania w wyborach.
W wyborach wzięło udział 21 kandydatów. W sumie oddano 655 głosów, z czego 23 były nieważne.
| Okręg wyborczy | Wybrani posłowie                  |
| -------------- | --------------------------------- |
| Aiwo           | Raymond Gadabu                    |
| Anabar         | Adeang Deireragea                 |
| Anetan         | Roy Degoregore                    |
| Boe            | Appi Deigorongo                   |
| Buada          | Totouwa Depaune                   |
| Ubenide        | Timothy Detudamo, Austin Bernicke |
| Meneng         | Ategan Bop                        |
| Yaren          | Julius Akubor                     |
| Źródło:        |                                   |

Trzy dni później, na pierwszym spotkaniu rady, wybrano przewodniczącego. Został nim reprezentant okręgu Ubenide, Timothy Detudamo. Po jego śmierci w 1953 roku, na przewodniczącego wybrano Raymonda Gadabu, reprezentanta okręgu Aiwo.